# 科米萨罗夫卡河 (滨海边疆区)
科米萨罗夫卡河（俄语：Река Комиссаровка），前称新土河（俄语：Река Синтухэ, Река Синтухе），又称澎叉河（俄语：Река Пенча），清时称苏扎哈河，是滨海边疆区的河流，源起神洞山东坡，长162公里，流域面积2310平方公里，注入兴凯湖。1972年更为现名。

## 引用
1. ↑  谭其骧. . 中国地图出版社.
2. ↑  А·П·穆拉诺夫. . 列宁格勒: 气象出版社. 1966 （俄语）.
3. ↑  . 列宁格勒: 气象出版社 （俄语）.
4. ↑  Т·А·基谢尔科瓦娅. . 列宁格勒: 气象出版社. 1977 （俄语）.
5. ↑  . primpogoda.ru.   [2018-12-18]. （原始内容存档于2023-12-10） （俄语）.
6. ↑  . СОВЕТ МИНИСТРОВ РСФСР. 1972-12-29  [2023-12-10]. （原始内容存档于2023-02-25）.